# Подтёлков, Фёдор Григорьевич
Фёдор Григо́рьевич Подтёлков (25 августа [6 сентября] 1886, Крутовский, область Войска Донского — 11 мая 1918, Пономарев, Донская Советская Республика) — один из руководителей революционного казачества на Дону, участник Гражданской войны.

## Биография
Фёдор Григорьевич Подтёлков родился 25 августа (6 сентября) 1886 года на хуторе Крутовском (ныне — в Серафимовичском районе Волгоградской области).
На действительной военной службе в артиллерии с 1909 года, левый эсер, участник Первой мировой войны, подхорунжий 6-й лейб-гвардии Донской казачьей Его Величества батареи Гвардейской конной артиллерии.
Служивший в той же батарее взводный урядник Спиридонов был раньше Подтёлкова произведён в подхорунжие, что вызвало недовольство Подтёлкова.
После Февральской революции 1917 года Подтёлков часто выступал на политических собраниях в батарее. Подтёлков обладал внушительной внешностью: высокого роста, широкоплечий, с мощным голосом, который всегда гремел искренним возмущением. Он производил впечатление на толпу. Вскоре это было замечено большевистскими пропагандистами, и они стали часто его навещать.
В конце 1917 года гвардейская казачья батарея прибыла на Дон и расположилась на хуторе возле станции Глубокой.

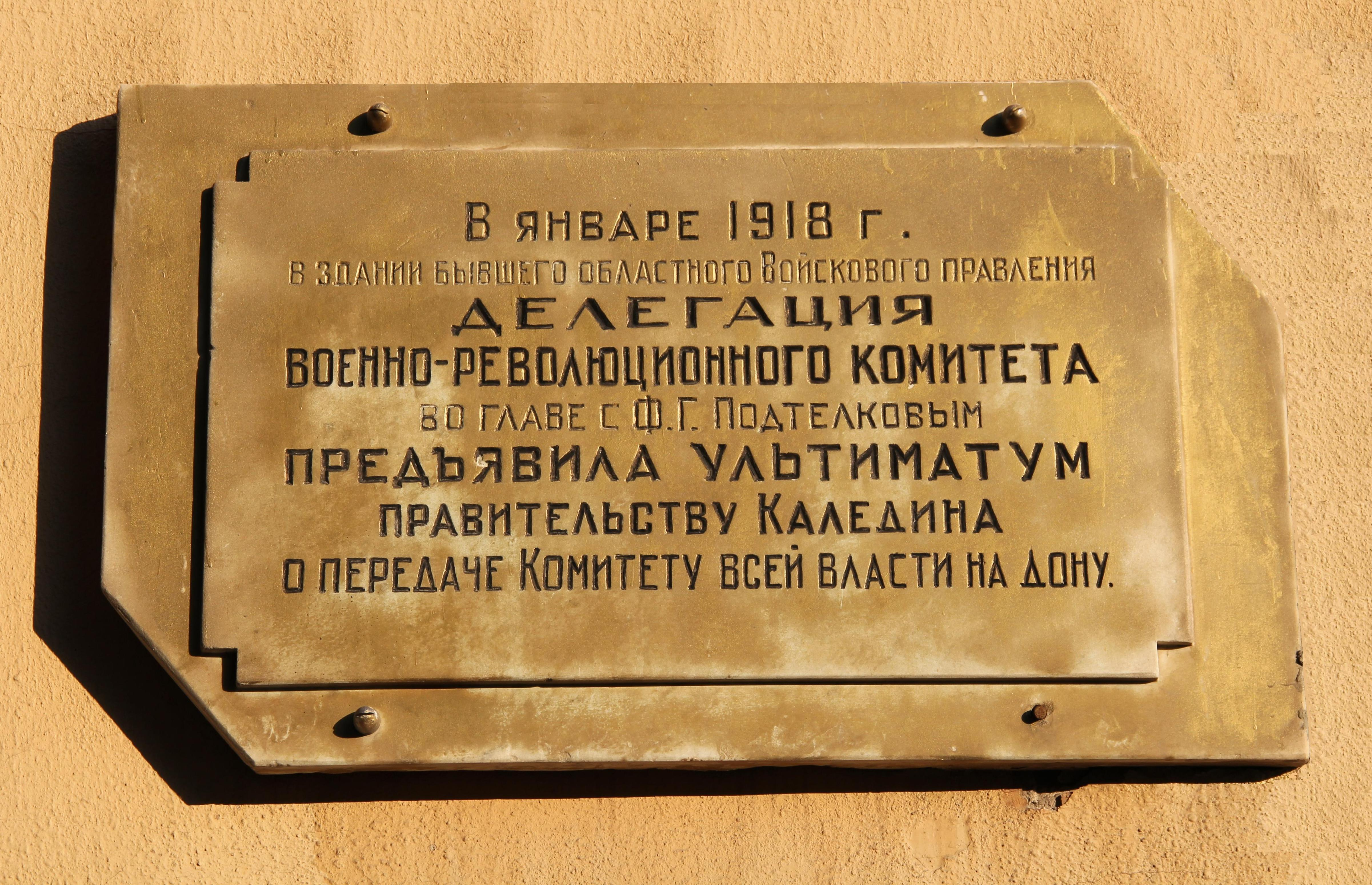
Свидетельство активной деятельности Подтёлкова Ф. Г. в становлении советской власти на Дону. Мемориальная доска в г. Новочеркасске, на пресечении ул. Атаманской и пр. Платовского.

В январе 1918 года на съезде фронтового казачества в станице Каменской, куда Подтёлков приехал как делегат своей батареи, он был избран председателем Донского казачьего ВРК, а в апреле того же года на 1 съезде Советов Донской области — председателем СНК Донской советской республики; входил в президиум ЦИК и Чрезвычайный штаб обороны Донской республики.
По заданию ЦИК республики возглавил специальную комиссию, которая 1 мая 1918 года под охраной отряда (120 чел.) выехала в районы верхнего Дона в целях проведения мобилизации в Красную армию.
10 мая отряд Подтёлкова был захвачен в плен казаками под командованием его бывшего сослуживца по донской гвардейской батарее Спиридонова, которого выбрали местным атаманом, так как он был единственным офицером в своей станице. Утром на рассвете Подтёлков и Спиридонов один на один встретились для разговора на вершине кургана в степи. Казаки из обоих отрядов, спешившись, ждали у подножья кургана. После разговора они разъехались и вернулись к своим отрядам. Когда позднее Г. П. Чеботарёв спросил Спиридонова, о чём они с Подтёлковым разговаривали на кургане, тот ответил: «О прошлом».
После короткого столкновения деморализованный подтёлковский отряд сдался. На следующий день Подтёлков был повешен в хуторе Пономарёве станицы Краснокутской, вместе с комиссаром М. В. Кривошлыковым, по приговору суда казачьих старейшин станиц Краснокутской, Милютинской и др. за расправу над ранее пленённым казачьим полковником Чернецовым.
В конце второго тома романа М. А. Шолохова «Тихий Дон» описывается казнь Федора Подтёлкова и Михаила Кривошлыкова, а также всего его отряда в хуторе Пономарёве. Есаул Половцев в романе Шолохова «Поднятая целина» свидетельствует о своём участии в казни Подтёлкова, повлёкшем за собой арест и тюремный срок.

## Память
- Памятники левым эсерам Подтёлкову и Кривошлыкову установлены в городах Ростовской области: Новочеркасске (Памятник) и Каменске-Шахтинском (Памятник), а также на хуторе Пономарёве Кашарского района Ростовской области. В городе Серафимович Волгоградской области, перед зданием Серафимовичского техникума механизации сельского хозяйства, установлен бюст Ф. Г. Подтёлкову;
- Именем Подтёлкова названы улицы и переулки во многих городах, сёлах и станицах Ростовской области, таких как: Ростов-на-Дону, Шахты, Каменск-Шахтинский, Донецк, Батайск, Аксай, Гуково, Новошахтинск, Пролетарск и других; а также в некоторых городах других регионов, таких как: Серафимович и Новоаннинский в Волгоградской области, Енакиево в Донецкой области.
- С 1960 по 1994 гг. в Волгоградской области существовал Подтёлковский район, впоследствии вошедший в состав Кумылженского.
- 2015, октябрь — имя Подтёлкова Фёдора включено в опубликованный Украинским институтом национальной памяти «Список лиц, которые подпадают под закон о декоммунизации на Украине»[4].

Памятник Кривошлыкову и Подтёлкову в Новочеркасске
Памятник Кривошлыкову и Подтёлкову в Каменске-Шахтинском
Мемориальная доска в Каменске-Шахтинском
Информационная табличка в Ростове-на-Дону